# Teodor Gabras Młodszy
Teodor Gabras Młodszy (grec. Θεόδωρος Γαβρᾶς, zm. po 1208) – bizantyński  arystokrata z rodziny Gabrasów, uzurpator i niezależny władca w rejonie Pontu w okresie ok. 1204 - ok. 1208.

## Życiorys
Teodor pochodził z jednej z najbogatszych rodzin w Poncie, związanej z Trapezuntem. W okresie IV krucjaty, gdy nastąpił upadek władzy centralnej podjął po 1204 roku działania zmierzające do stworzenia własnego państwa. Opanował miasto Amisos (dziś Samsun w północnej Turcji, nad Morzem Czarnym).  Ogłosił się tam niezależnym władcą. Wkrótce wszedł w konflikt z cesarstwem Trapezuntu a także Cesarstwem Łacińskim. Oba państwa wysunęły roszczenia do tego strategicznie ważnego miasta portowego. W 1208 Teodor ostatecznie zaakceptował zwierzchnictwo cesarza nicejskiego Teodora I Laskarysa. Ten przyznał mu tytuł duksa.